# Irina Allegrova
Irina Allegrova (Rostov-sur-le-Don, 20 janvier 1952) est une chanteuse russe. Elle a été nommée artiste du peuple de la fédération de Russie en 2010.

## Biographie
Elle possède une datcha à Sovietski Pissatel.